# Stamnodes deceptiva
Stamnodes deceptiva là một loài bướm đêm trong họ Geometridae.